# Félix Torres (labdarúgó, 1997)
Félix Eduardo Torres Caicedo (San Lorenzo, 1997. január 11. –) ecuadori válogatott labdarúgó, a mexikói Santos Laguna hátvédje.

## Pályafutása

### Klubcsapatokban
Torres az ecuadori San Lorenzo városában született. Az ifjúsági pályafutását az Alianza del Pailón akadémiájánál kezdte.
2016-ban mutatkozott be a Portoviejo felnőtt keretében. 2017-ben a Barcelona SC-hez igazolt. 2019. július 15-én szerződést kötött a mexikói első osztályban szereplő Santos Laguna együttesével. Először a 2019. augusztus 12-ei, Puebla ellen 4–1-re megnyert mérkőzés félidejében, Adrián Lozano cseréjeként lépett pályára. Első gólját 2021. március 14-én, a Tijuana ellen idegenben 1–0-ás győzelemmel zárult találkozón szerezte meg.

### A válogatottban
Torres az U20-as korosztályú válogatottban is képviselte Ecuadort.
2019-ben debütált a felnőtt válogatottban. Először a 2019. szeptember 11-ei, Bolívia ellen 3–0-ra megnyert mérkőzésen lépett pályára. Első válogatott gólját 2021. szeptember 2-án, Paraguay ellen 2–0-ás győzelemmel zárult VB-selejtezőn szerezte meg.

## Statisztikák
2023. május 14. szerint
| Klub          | Szezon   | Osztály  | Bajnokság | Bajnokság | Kupa  | Kupa | Nemzetközi | Nemzetközi | Összesen | Összesen |
| Klub          | Szezon   | Osztály  | Meccs     | Gól       | Meccs | Gól  | Meccs      | Gól        | Meccs    | Gól      |
| ------------- | -------- | -------- | --------- | --------- | ----- | ---- | ---------- | ---------- | -------- | -------- |
| Barcelona SC  | 2017     | Serie A  | 6         | 1         | 0     | 0    | —          | —          | 6        | 1        |
| Barcelona SC  | 2018     | Serie A  | 27        | 1         | 0     | 0    | —          | —          | 27       | 1        |
| Barcelona SC  | 2019     | Serie A  | 8         | 2         | 0     | 0    | 2          | 0          | 10       | 2        |
| Barcelona SC  | Összesen | Összesen | 41        | 4         | 0     | 0    | 2          | 0          | 43       | 4        |
| Santos Laguna | 2019–20  | Liga MX  | 13        | 0         | 7     | 0    | —          | —          | 20       | 0        |
| Santos Laguna | 2020–21  | Liga MX  | 27        | 1         | 0     | 0    | —          | —          | 27       | 1        |
| Santos Laguna | 2021–22  | Liga MX  | 34        | 3         | 0     | 0    | 2          | 0          | 36       | 3        |
| Santos Laguna | 2022–23  | Liga MX  | 34        | 3         | 2     | 0    | 1          | 0          | 37       | 3        |
| Santos Laguna | Összesen | Összesen | 108       | 7         | 9     | 0    | 3          | 0          | 120      | 7        |
| Összesen      | Összesen | Összesen | 149       | 11        | 9     | 0    | 5          | 0          | 163      | 11       |

### A válogatottban
| Válogatott | Év       | Pályára lépés | Gól |
| ---------- | -------- | ------------- | --- |
| Ecuador    | 2019     | 3             | 0   |
| Ecuador    | 2021     | 8             | 1   |
| Ecuador    | 2022     | 8             | 1   |
| Ecuador    | 2023     | 3             | 1   |
| Összesen   | Összesen | 22            | 3   |

#### Góljai a válogatottban
| # | Időpont             | Helyszín                                    | Ellenfél   | Gólok | Eredmény | Kiírás               |
| - | ------------------- | ------------------------------------------- | ---------- | ----- | -------- | -------------------- |
| 1 | 2021. szeptember 2. | Estadio Rodrigo Paz Delgado, Quito, Ecuador | Paraguay   | 1–0   | 2–0      | 2022-es VB-selejtező |
| 2 | 2022. január 27.    | Estadio Rodrigo Paz Delgado, Quito, Ecuador | Brazília   | 1–1   | 1–1      | 2022-es VB-selejtező |
| 3 | 2023. március 24.   | Western Sydney Stadion, Sydney, Ausztrália  | Ausztrália | 1–1   | 1–3      | Barátságos mérkőzés  |